# Gukkisträsket
Gukkisträsket är en sjö i Sorsele kommun i Lappland och ingår i Umeälvens huvudavrinningsområde. Sjön har en area på 0,162 kvadratkilometer och ligger 422,1 meter över havet. Sjön avvattnas av vattendraget Harrträskbäcken.
Namnet är en försvenskning av det umesamiska Guhkiesjávrrie som på svenska kan översättas med Långsjön. På Jonas Persson Geddas karta över Ume lappmark från 1671 hette sjön Kuchies Jauri.

## Delavrinningsområde
Gukkisträsket ingår i det delavrinningsområde (726254-156946) som SMHI kallar för Inloppet i Geristräsket. Medelhöjden är 477 meter över havet och ytan är 12,25 kvadratkilometer. Räknas de 5 avrinningsområdena uppströms in blir den ackumulerade arean 37,47 kvadratkilometer. Harrträskbäcken som avvattnar avrinningsområdet har biflödesordning 4, vilket innebär att vattnet flödar genom totalt 4 vattendrag innan det når havet efter 320 kilometer. Avrinningsområdet består mestadels av skog (93 procent). Avrinningsområdet har 0,4 kvadratkilometer vattenytor vilket ger det en sjöprocent på 3,3 procent.